# PC 게이머
〈PC 게이머〉(영어: PC Gamer)는 퓨처가 PC 게임을 주제로 1993년부터 월간으로 발행하는 비디오 게임 잡지 및 그 웹사이트이다. 여러 지역판이 발행되고 있으며 그 중 영국과 미국판이 각각 그 지역의 가장 판매량이 많은 PC 게임 잡지이다. 〈PC 게이머〉는 비디오 게임 산업의 발전과 새로운 게임의 미리보기, 최신 인기 PC 게임의 리뷰를 다룬다.